# Lukas Märtens
Lukas Märtens (ur. 27 grudnia 2001 w Magdeburgu) – niemiecki pływak specjalizujący się w stylu dowolnym, mistrz olimpijski (2024), wicemistrz świata i mistrz Europy.

## Kariera
W 2021 roku na igrzyskach olimpijskich w Tokio płynął w sztafecie 4 × 200 m stylem dowolnym, która zajęła siódme miejsce. W konkurencji 1500 m kraulem uplasował się na 11. miejscu z czasem 14:59,45. Na dystansie 400 m stylem dowolnym był dwunasty (3:46,30), a na 200 m kraulem zajął 17. miejsce (1:46,69).
Rok później, podczas mistrzostw świata w Budapeszcie zdobył srebrny medal w konkurencji 400 m stylem dowolnym, uzyskując czas 3:42,85. Na dystansie 1500 m kraulem był czwarty (14:40,89), a na 200 m stylem dowolnym siódmy (1:45,73). W sierpniu tego samego roku na mistrzostwach Europy w Rzymie zwyciężył w konkurencji 400 m stylem dowolnym, a na dwukrotnie dłuższym dystansie zdobył srebro.
Na mistrzostwach świata w Fukuoce w 2023 roku z czasem 3:42,20 wywalczył brąz na 400 m stylem dowolnym. W konkurencjach 800 i 1500 m kraulem był piąty.
W lutym 2024 roku podczas mistrzostw globu w Dosze ponownie zdobył brązowy medal na dystansie 400 m stylem dowolnym (3:42,96). W konkurencji 200 m stylem dowolnym był tuż za podium (1:45,33). Kilka miesięcy później, podczas igrzysk olimpijskich w Paryżu zwyciężył na 400 m stylem dowolnym, uzyskując czas 3:41,78.

## Życie prywatne
Jego siostra, Leonie również jest pływaczką.